# Radoslav Kováč
Radoslav Kováč, né le 27 novembre 1979 à Šumperk, est un footballeur international tchèque. Il joue au poste de défenseur reconverti entraîneur.

## Carrière

### En club
Le 24 juin 2011, il quitte West Ham pour le FC Bâle pour un montant non révélé.
Après avoir rompu son contrat avec le FC Bâle, il retourne dans son pays en s'engageant le 23 décembre 2012 avec le FC Slovan Liberec.

### En équipe nationale
Il a honoré sa première sélection le 9 octobre 2004 à l'occasion d'un match contre  l'équipe de Roumanie. Il a disputé le Championnat d'Europe de football 2004. 
Kováč participe à la coupe du monde 2006 avec l'équipe de Tchéquie.

## Sélections
- 30 sélections en équipe nationale (2 buts)[4]

## Palmarès
- Sparta Prague
  - Coupe de Tchéquie
    - Vainqueur : 2004
- FC Bâle
  - Championnat de Suisse de football
    - Vainqueur : 2011-2012

  - Coupe de Suisse de football
    - Vainqueur : 2011-2012

## Anecdotes
- Lors d'un match en championnat contre les rivaux du MFK Lokomotiv, il fait un croc-en-jambe à un nu-vite ce qui lui vaut un carton jaune[5].